# 북아일랜드 분쟁

북아일랜드 분쟁(아일랜드어: Na Trioblóidí 너 트루블로디, 영어: The Troubles 더 트러블스[*])은 아일랜드 공화국이 영국 연합왕국에서 독립할 당시 얼스터의 일부 지방은 영국에 남음으로써 비롯된 일련의 민족주의 분쟁을 말한다. 분쟁이 일어난 무대는 북아일랜드 뿐만 아니라 아일랜드 공화국, 영국, 유럽 대륙 본토에까지 이르렀다. 북아일랜드 문제는 1960년대 후반에 시작되어 1998년 벨파스트 협정으로 마무리되었으나, 협정에 이르기까지의 과정은 산발적 폭력으로 점철되었다. 국제적으로는 이 분쟁을 북아일랜드 분쟁(北 ── 紛爭, Northern Ireland conflict)이라고 불렀으며, 전쟁으로 간주된다.

## 북아일랜드 갈등모습
북아일랜드 분쟁은 본질적으로 정치적 문제로서, 종교 분쟁이라 할 수는 없으나, 민족적, 종교적 차원에서도 분쟁이 전개된 것도 사실이다. 문제의 핵심은 북아일랜드의 입헌적 지위에 있다. 연합주의자 또는 왕당파들은 거의 대부분 개신교인으로서, 북아일랜드가 영국 연합왕국 내부에 계속 "연합"되어 있기를 원한다. 민족주의자 또는 공화파들은 거의 대부분 가톨릭 교인으로서 북아일랜드가 연합을 탈퇴하여 통일 아일랜드를 구성하기를 원한다.
또다른 핵심 문제는 상술한 두 공동체 사이의 관계이다. 북아일랜드 정부와 경찰 조직은 개신교도/연합주의자가 장악하고 있기에 소수파인 가톨릭 교도/민족주의자에 대한 차별이 발생하지 않을 수 없었고, 이 차별에 반대한 민권운동을 둘러싸고 분쟁이 함께 시작되었다.
또한 재판 없는 구류의 도입과 그렇게 구류된 피억류자에게 자행된 소위 "5개 방법"이라는 인권을 침해하는 심문이 있었다. 이 심문들은 원래대로라면 고문으로 인정될 수 있는 수준의 것이었다. 5개 방법은 영국 치안군에 의해 개발되었으며,  처음 도입되었을 때 민족주의자들에게만 사용되었다.

## 인명피해
분쟁에 참여한 세력들로는 공화파 준군사조직(아일랜드 공화국군 임시파가 가장 유명하다.), 왕당파 준군사조직(얼스터 의용군과 얼스터 방위협회 등), 영국 정부군(영국 육군과 북아일랜드 경찰력인 왕립 얼스터 경찰대), 그리고 여러 정치인들과 정치 운동가들이 있다. 아일랜드 공화국 정부군이 분쟁에서 수행한 역할은 위 세력들에 비하여 상대적으로 미미하다. 30년 동안 진행된 북아일랜드분쟁은 3,500 명 이상의 사망자를 발생시켰고, 부상자를 포함한 사상자의 수는 50,000명을 훌쩍 넘는다.

## 같이 보기
- 아일랜드의 반란 목록
- ..l.l